# 鹿児島県道21号鹿児島中央停車場線
鹿児島県道21号鹿児島中央停車場線（かごしまけんどう21ごう かごしまちゅうおうていしゃばせん）は、鹿児島県鹿児島市を通る県道（主要地方道）である。

## 概要
鹿児島市中央町にある鹿児島中央駅を起点とし、鹿児島市呉服町の国道225号交点に至る。
鹿児島市の中心駅である鹿児島中央駅と鹿児島市の繁華街である天文館を結んでおり、県道の路線の中央には鹿児島市電第一期線（高見馬場 - いづろ通）および鹿児島市電第二期線（全線）が通っている。

### 路線データ
- 陸上距離：1.578 km[1]
- 起点：鹿児島県鹿児島市中央町（鹿児島中央駅北交差点（鹿児島中央駅北側）、鹿児島県道24号鹿児島東市来線交点）
- 終点：鹿児島県鹿児島市呉服町（いづろ中央交差点、国道225号交点）
- 路線名変更 2004年（平成16年）3月12日[2]
- 旧路線名 西鹿児島停車場線

## 歴史
- 1954年（昭和29年）4月1日 - 西鹿児島駅から鹿児島市仲町に至る路線が西鹿児島停車場線として県道の路線に認定される[3]。
- 1972年（昭和47年）3月2日 - 路線番号決定公告により、路線番号「21」が設定される[4]。
- 1993年（平成5年）5月11日 - 建設省から、県道西鹿児島停車場線が西鹿児島停車場線として主要地方道に指定される[5]。
- 2004年（平成16年）3月12日 - 西鹿児島駅が鹿児島中央駅に改称されたのに伴い、路線名を鹿児島中央停車場線に改称[6]。

## 路線状況

### 路線上の鹿児島市電の電停
（鹿児島駅前方面） - （いづろ通） - 天文館通 - 高見馬場 - 加治屋町 - 高見橋 - 鹿児島中央駅前 - （谷山方面）
- いづろ通電停はこの路線上にはない。

## 地理

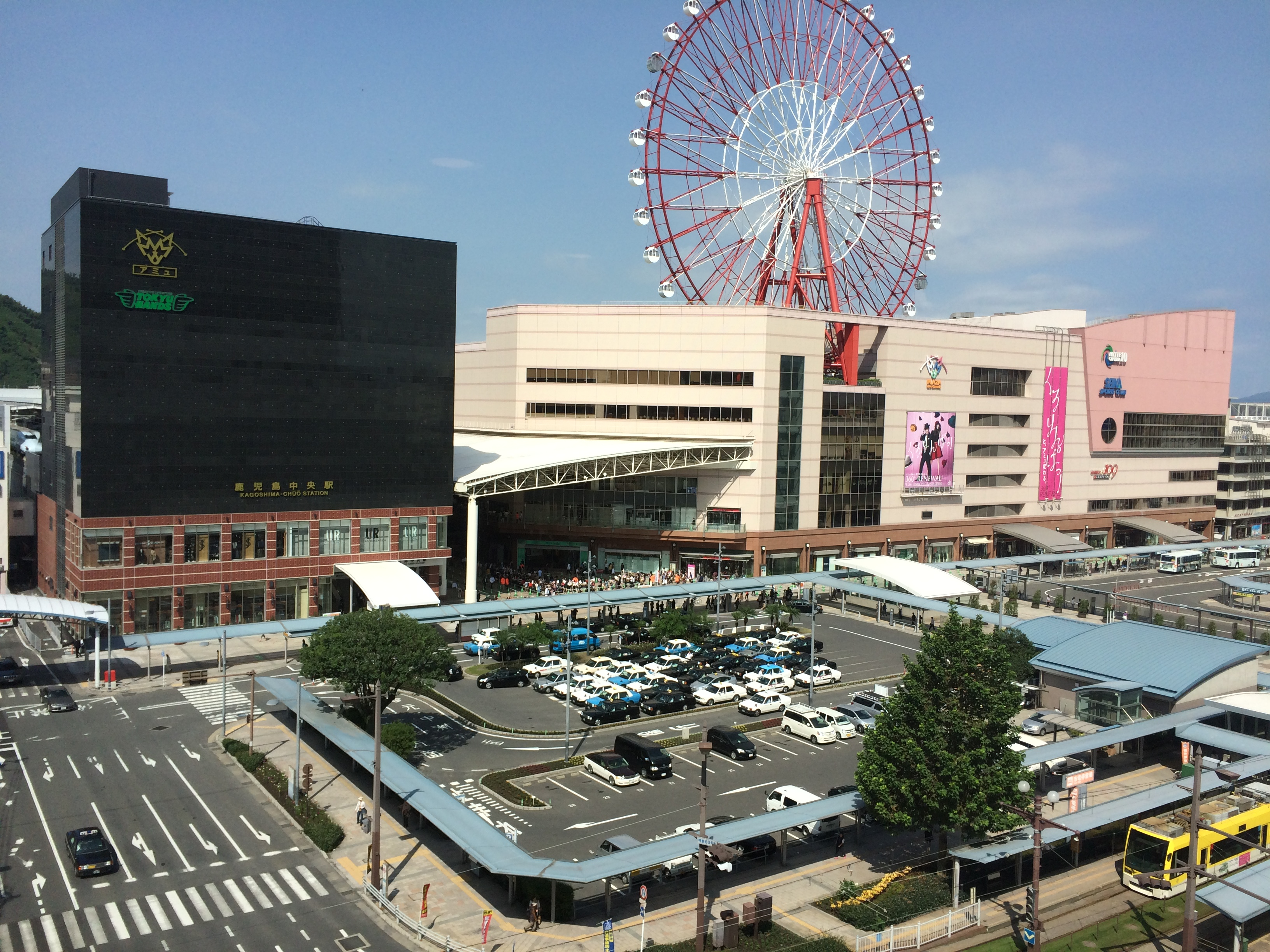
県道の起点となる鹿児島中央駅

### 通過する自治体
- 鹿児島市

### 交差する道路
| 交差する道路                        | 交差する場所 | 交差する場所                |
| ----------------------------------- | ------------ | --------------------------- |
| 鹿児島県道24号鹿児島東市来線        | 中央町       | 鹿児島中央駅北交差点 / 起点 |
| みゆき通り 柿本寺通り               | 加治屋町     | 加治屋町交差点              |
| 鹿児島県道20号鹿児島加世田線        | 加治屋町     | 高見馬場交差点              |
| 国道225号 国道226号 重複 いづろ通り | 呉服町       | いづろ中央交差点 / 終点     |

### 沿線
- JR九州指宿枕崎線・鹿児島本線・九州新幹線 鹿児島中央駅

## ギャラリー

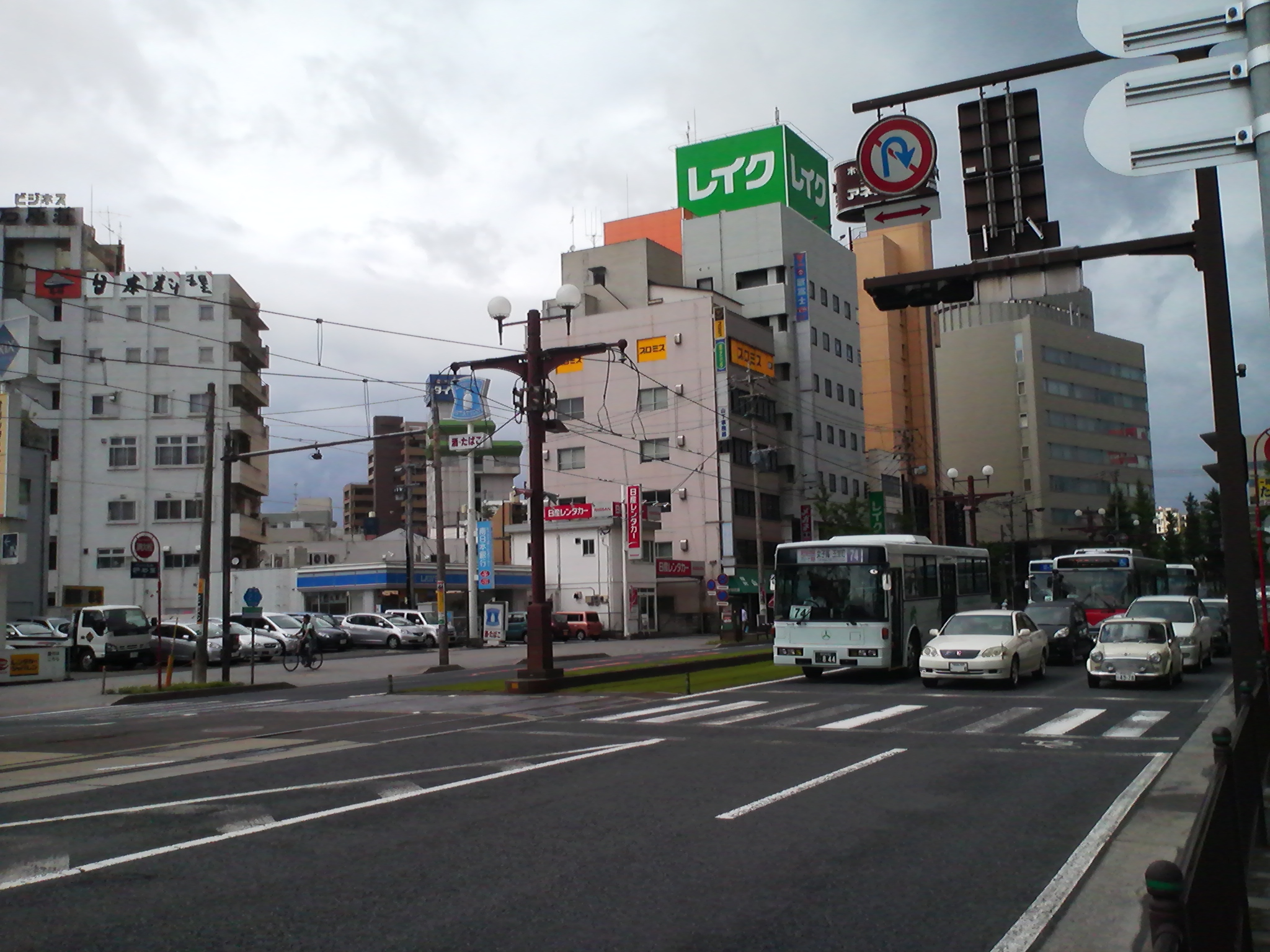
鹿児島中央駅前から天文館方面を望む
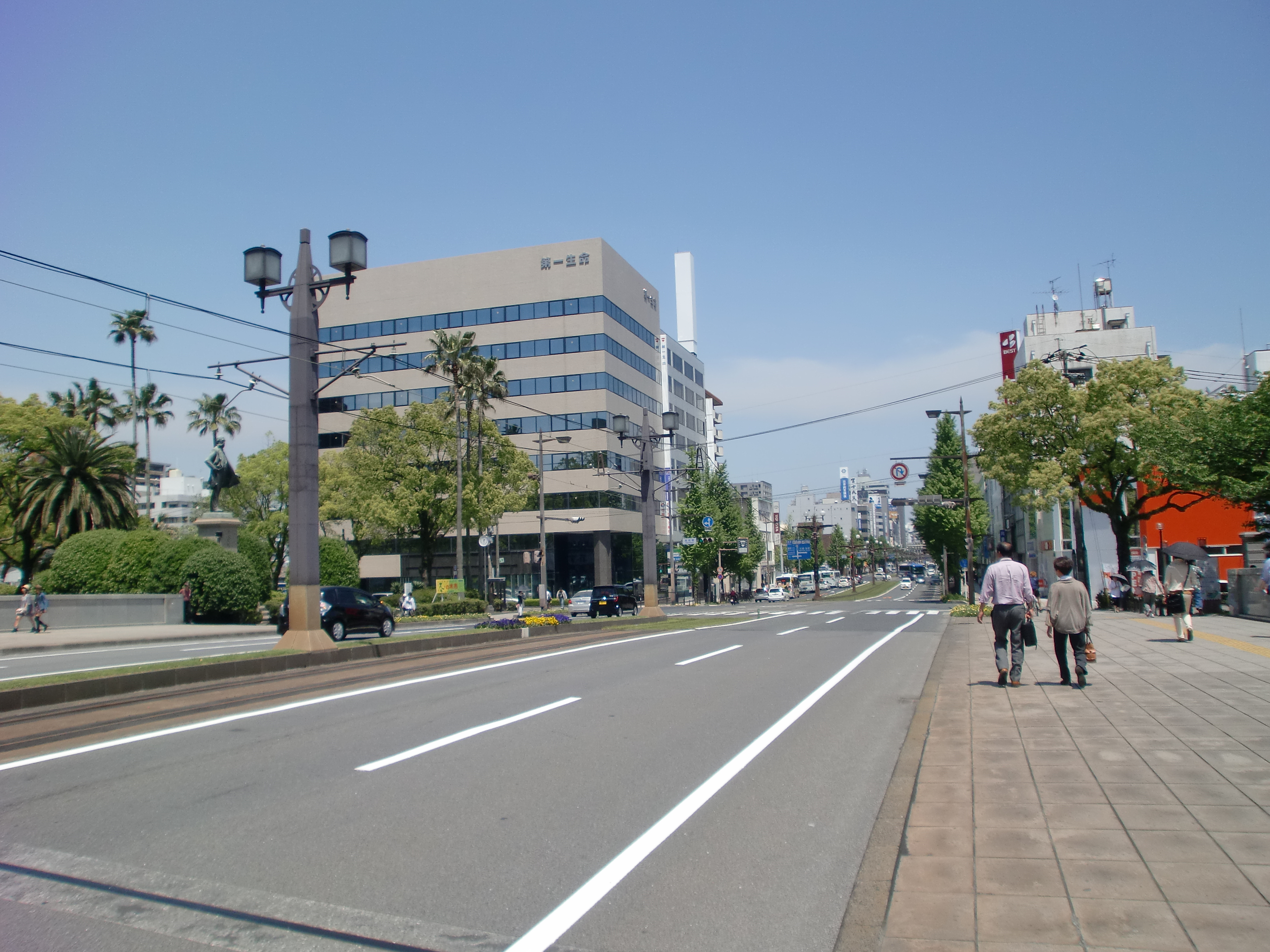
高見橋から天文館方面を望む
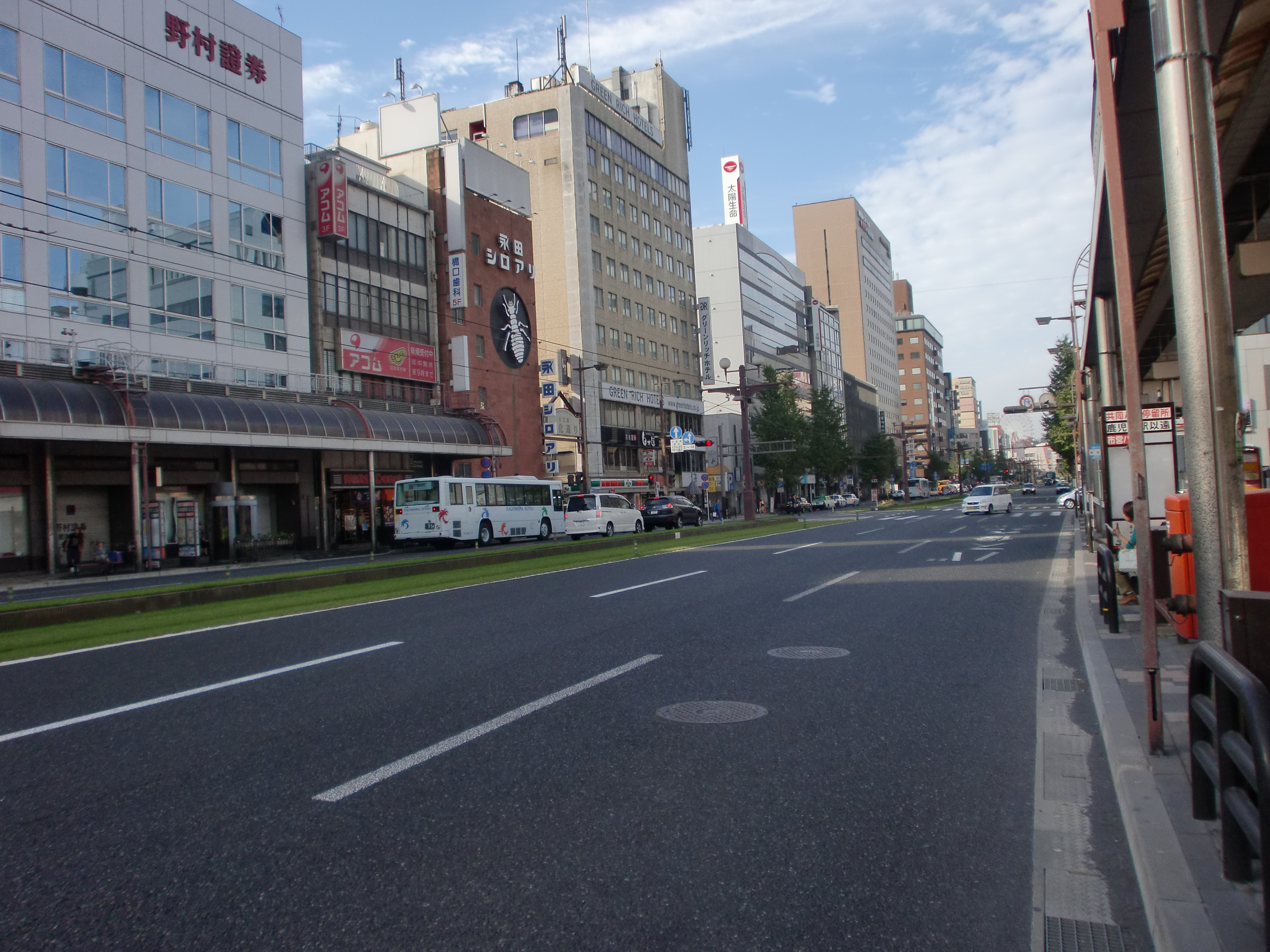
天文館交差点付近から鹿児島中央駅方面を望む